# Evans (månekrater)
Evans er et nedslagskrater på Månen. Det befinder sig på Månens bagside og er opkaldt efter den britiske arkæolog Arthur J. Evans (1851 – 1941).
Navnet blev officielt tildelt af den Internationale Astronomiske Union (IAU) i 1970. 

## Omgivelser
Evanskrateret ligger syd-sydvest for det meget store Hertzsprungbassin. Det ligger indenfor det brede område, som er dækket af udkastet materiale fra dette bassin. 

## Karakteristika
Udkastningerne fra Hertzsprung har dækket både den nordlige rand og den nordlige del af kraterbunden i Evans. Den sydlige rand er ikke så stærkt beskadiget, omend den er irregulær, eroderet og har et par småkratere liggende over sig. Den sydøstlige del af randen er den mest intakte.

## Satellitkratere
De kratere, som kaldes satellitter, er små kratere beliggende i eller nær hovedkrateret. Deres dannelse er sædvanligvis sket uafhængigt af dette, men de får samme navn som hovedkrateret med tilføjelse af et stort bogstav. På kort over Månen er det en konvention at identificere dem ved at placere dette bogstav på den side af satellitkraterets midte, som ligger nærmest hovedkrateret. Evanskrateret har følgende satellitkratere:
| Evans | Længde  | Bredde   | Diameter |
| ----- | ------- | -------- | -------- |
| Q     | 11,2° S | 136,4° V | 137 km   |

## Måneatlas
- Billeder af Evanskrateret i LPI-måneatlasset